# 1961년 태풍
이 문서에서는 1961년에 발생하는 태풍들의 활동에 대해 기록하고 있다. 1961년에 발생한 태풍은 총 30개인데, 이는 1981년 ~ 2010년 평균 발생 개수인 25.6개보다 많은 편이다.

## 활동한 태풍

### 제20호 태풍 낸시
1961년에서 가장 강한 태풍이자 북서태평양에서 발생한 태풍중 가장 강한 풍속을 지녔다.